# ماری کوندو
ماری کوندو (به انگلیسی: Marie Kondo) یک متخصص پاکسازی و نظم‌دهی ژاپنی است. او نویسندهٔ کتاب‌های پرفروش متعدد در زمینهٔ نظم و سازمان‌دهی به سبک ژاپنی می‌باشد.

## زندگی‌نامه
ماری کوندو، در نهم اکتبر سال ۱۹۸۴ در توکیو به دنیا آمد و از کودکی به نظافت و سازماندهی علاقه داشت
پیشینه مذهبی او در وسواسش برای تمیز کردن و نظم دهی نقش دارد. ماری با تمرین‌های مذهب شینتو بزرگ شد. در این مذهب تمیزکاری و مرتب کردن جزئی از اعمال معنوی است. خود اون نیز در مصاحبه‌هایش به این موضوع اشاره می‌کند. در طول سالهای تحصیل در جامعه‌شناسی در دانشگاه توکیو، او اغلب به دوستان خود در مرتب‌سازی کمک می‌کرد و از سن نوزده سالگی به صورت حرفه ای به ارائه مشاوره در این زمینه می‌پرداخت.
در سال ۲۰۱۲، ماری با تاکومی کاواهارا ازدواج کرد. کاواهارا به عنوان مدیر کوندو و مدیرعامل شرکت کُن ماری مدیا است و اغلب او را در تورها و برنامه‌هایش همراهی می‌کند. کاواهارا به عنوان تهیه‌کننده اجرایی نیز در سریال ماری کندو که توسط شرکت نتفلیکس تولید شده؛ حضور داشته است.

## تولد
ماری روایت می‌کند که یک روز دچار حمله عصبی شد و غش کرد و در عالم خواب صدایی را شنید که به او می‌گفت با توجه بیشتری به اشیا پیرامون خود بنگرد. پس از آن بود که او تغییراتی را در زندگی خود کشف کرد که سرانجام به خلق KonMari منجر شد.
در ابتدا، ماری فقط به دنبال سبک سازی و حذف اشیا بود اما صدای درون سرش باعث شد که متوجه شود باید در عوض روی چیزهایی که باعث ایجاد شادی در زندگی می‌شوند، تمرکز کند. او با اختصاص دادن ارزش معنوی به اشیا فیزیکی، مشخص کرد که آیا این وسیله برایش شادی به همراه آورده است یا نه.
به عنوان مثال اگر سالها قبل در سفر به شهری که خاطرات خوشی از آن دارید؛ لباسی خریده‌اید و هربار دیدن آن لباس باعث یادآوری خاطرات خوب و حس مثبت می‌شود نباید آن را دور بیندازید. در واقع اینها انواع اقلامی هستند که روش KonMari مردم را به نگه داشتن آنها ترغیب می‌کند.
پس از شناسایی مواردی که باعث ایجاد شادی می‌شوند، روش KonMari اصول و تکنیک‌هایی را که باید در هنگام مرتب‌سازی رعایت شوند را بیان می‌کند. به عنوان مثال، پیراهن، شلوار، کاپشن و سایر وسایل پوشاک باید به روشی خاصی تا شوند. که کمترین فضای ممکن را به خود اختصاص دهند و در عین حال دسترسی به آنها راحت باشد.

## کتابها
در سال ۲۰۱۰، او اولین کتاب خود را با عنوان: “جادوی تغییر زندگی با نظم دهی: هنر ژاپنی ماری کوندو نوشت. این کتاب به سرعت یکی از محبوب‌ترین کتابهای ژاپن شد و در لیست پرفروش‌های نیویورک تایمز قرار گرفت و در مجموع بیش از ۸٫۵ میلیون نسخه در بیش از ۴۰ زبان مختلف به فروش رسیده است.
کوندو تا کنون کتابهای متعددی در زمینه سازماندهی نوشته که در مجموع میلیون‌ها نسخه فروخته و از ژاپنی به چندین زبان ترجمه شده است.
در ایالات متحده و انگلستان مشخصات Kondo و روش‌های وی با موفقیت در سریال نتفلیکس Tidying Up with Marie Kondo، نمایش داده شد که در سال ۲۰۱۹ منتشر شد و برای آن کندو نامزد دریافت جایزه Primetime Emmy برای میزبان برجسته شد.